# Aeroportul Național Kozani
Aeroportul Național Kozani (IATA: KZI, ICAO: LGKZ) este un aeroport din Kozani Municipality⁠(d), Prefectura Kozani, Macedonia de Vest, Epir-Macedonia de Vest, Grecia ce deservește zona Kozani. Aeroportul a fost tranzitat în 2022 de 5.195 de pasageri. A fost numit după zona deservită.
Situat la o altitudine de 628 m, aeroportul dispune de o singură pistă. Este operat de Hellenic Civil Aviation Authority⁠(d).